# 碧 (那覇市の企業)
株式会社碧（へき）は、沖縄県那覇市に本社を置く企業。女性スタッフのみで運営する鉄板焼ステーキレストランを経営する。
「鉄板焼ステーキレストラン碧」事業部と、県産の食材にこだわった創作料理「しゃぶしゃぶ紺（こう）」「おきなわ赤鶏とあぐーのお店 とりひろ」事業部の2業態を展開する。

## 沿革
- 1999年6月 - 鉄板焼ステーキレストラン碧久茂地本店を開業。
- 2001年10月 - 法人設立。有限会社碧を設立（資本金600万）。
- 2005年9月 - 株式会社碧に組織変更。
- 2006年5月24日 - グリーンシートに株式公開。
- 2013年2月22日 - 株券不発行が決議されたため、グリーンシート登録を廃止。
- 2013年4月30日 - 東京証券取引所TOKYO PRO Marketへの上場申請[2]。
- 2013年6月4日 - 東京証券取引所TOKYO PRO Marketに上場[3]。
- 2025年1月24日 - 上場廃止申請により、東京証券取引所TOKYO PRO Market上場廃止[1]。

## 店舗
- 鉄板焼ステーキレストラン碧 東町本店（2015年7月1日開店）
- 鉄板焼ステーキレストラン碧 国際通り松尾店（2005年12月開店）
- 鉄板焼ステーキレストラン碧 銀座三越店（2010年9月11日開店）
- おきなわ赤鶏とあぐーのお店 とりひろ 那覇松山店（2004年8月久茂地に開店、2006年9月移転）
- しゃぶしゃぶ紺 東町本店（2015年7月1日開店）
- しゃぶしゃぶ紺 若狭店（2023年12月8日開店）

閉店
- 鉄板焼ステーキレストラン碧 久茂地本店（1999年6月開店、2010年8月28日閉店）
- 鉄板焼ステーキレストラン碧 国際通り三越前店

　→ 鉄板焼ステーキレストラン碧 国際通り牧志店（2002年7月開店、2019年9月24日閉店)
- 鉄板焼ステーキレストラン碧 おもろまち店（2007年5月開店、2019年7月「しゃぶしゃぶ紺」へと改装）

　→ しゃぶしゃぶ紺 おもろまち店（2019年7月8日開店、2022年11月30日閉店）
- 沖縄赤鶏とあぐーのお店 とりひろ 京橋店（2013年4月18日開店、2015年2月 「しゃぶしゃぶ紺」へと改装）

　→ しゃぶしゃぶ紺 東京京橋店（2015年3月1日開店、2016年4月28日閉店）
- 鉄板焼ステーキレストラン碧 うめきた店（2013年4月26日開店、2024年10月10日閉店）

## 株主優待
株主優待は以下の通り。
- 権利確定：9月末
- 優待内容：食事券（1,000円分）- 100株以上2枚、200株以上3枚、500株以上4枚、1,100株以上5枚、5,100株以上6枚、10,100株以上7枚